# NGA-Liste der Licht-, Funk- und Nebelsignale
Die NGA-Liste der Licht-, Funk- und Nebelsignale (NGA List of Lights Radio Aids & Fog Signals) ist eine Reihe von Handbüchern, die von der US-amerikanischen National Geospatial-Intelligence Agency (NGA) veröffentlicht werden und Informationen über Signallichter und andere Hilfsmittel für die Schiffsnavigation enthalten.
Diese Liste unterscheidet sich von der „Light List“ der US-Küstenwache (USCG), da die NGA auch alle Leuchtfeuer auflistet, die sich nicht auf US-Territorium befinden, während die US-Küstenwache nur Leuchtfeuer auflistet, die sich in den Vereinigten Staaten befinden.
Die Bücher listen jedes Signallicht mit nautischer Bedeutung auf:
- Internationale Registriernummern (NGA und UKHO)
- Lage, Name
- Geografische Koordinaten
- Eigenschaften der Lichter und Nebelsignale wie Feuer- und Bauwerkshöhe, Nenntragweite und eine Beschreibung der Bauwerksmerkmale, die der Orientierung dienen.

Die Serie besteht aus sieben Teilen und ist von 110 bis 116 nummeriert.
- Veröffentlichung Nr. 110[1] – Grönland, die Ostküste Nord- und Südamerikas (außer Kontinental-USA, außer Ostküste von Florida) und die Westindischen Inseln.
- Veröffentlichung Nr. 111[2] – Westküsten Nord- und Südamerikas (außer Kontinental-USA und Hawaii), Australien, Tasmanien, Neuseeland, Pazifikinseln.
- Veröffentlichung Nr. 112[3] – Westpazifik und Indischer Ozean, einschließlich Persischer Golf und Rotes Meer.
- Veröffentlichung Nr. 113[4] – Die Westküste Europas und Afrikas, das Mittelmeer, das Schwarze Meer und das Asowsche Meer.
- Veröffentlichung Nr. 114[5] – Die Britischen Inseln, der Ärmelkanal und die Nordsee
- Veröffentlichung Nr. 115[6] – Norwegen, Island und der Arktische Ozean.
- Veröffentlichung Nr. 116[7] – Die Ostsee mit dem Kattegat und dem Bottnischen Meerbusen.